# Мірчук Петро Юрійович

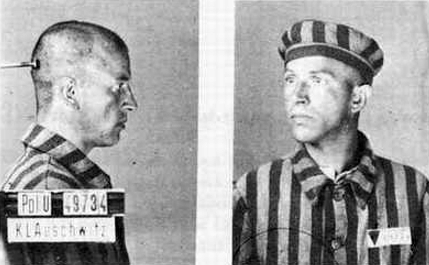

Петро́ Ю́рійович Мірчу́к (псевдонім: Залізняк; 26 червня 1913, с. Добрівляни, Стрийський повіт, нині Стрийського району Львівської області — 16 травня 1999, м. Філадельфія, Пенсільванія, США) — український політичний діяч, історик, журналіст.

## Життєпис
Петро Мірчук народився 26 червня 1913 року в селі Добрівляни Стрийського повіту на Львівщині. У 1932—1933 та у 1937—1939 роках навчався на юридичному факультеті Львівського університету.
Член Організації українських націоналістів. Брав участь у виданні «Бюлетеню крайової екзекутиви ОУН на ЗУЗ», редагував періодичні націоналістичні видання «Молоде село», «Наш світогляд». Був референтом Крайової екзекутиви ОУН.
У 1933—1939 роках декілька разів заарештовувався польською поліцією за участь у національному русі.
У 1939—1940 роках він виступає як організатор українських націоналістичних відділів молоді на Холмщині. Згодом переїжджає до Праги, щоб закінчити перервані студії у Українському вільному університеті. Тут 24 червня 1941 року одержує диплом доктора права та політичних наук. У цьому ж році ОУН відряджає його до Відня зв'язковим легіонів ДУН, командантом яких був Роман Шухевич, потім — на Львівський терен, але не минуло й півмісяця, як гестапо схопило його і відправило спочатку до в'язниці, а потім до концтабору Аушвіц.
У тюрмах та концтаборах гітлерівської Німеччини перебував до закінчення війни. Після звільнення з ув'язнення за вказівкою Романа Шухевича їде до США, щоб написати історію ОУН-УПА.
На еміграції очолював Центральний еміграційний союз українського студентства (1945—1946), Союз українських політв'язнів у США, був довголітнім членом Крайової управи ООЧСУ та УККА.
У 1948—1952 роках — член Проводу закордонних частин ОУН, співредактор часописів «Визвольний шлях», «Український самостійник», «Українська трибуна», «Гомін України».
Від 1950 року мешкав у США. Викладав у кількох американських коледжах. 1969 року здобув наукове звання доктора філософії Українського вільного університету в Мюнхені.
Почесний член Jewish Identity Center, Chapel of Four Chaplains та член Єврейсько-українського товариства співпраці в Ізраїлю.
Помер 16 травня 1999 року у м. Філадельфія (Пенсільванія, США).

## Сім'я
У Петра Мірчука троє синів — Юрій, Роман та Ігор.

## Праці
- Коли горять ліси. — Гайденау : кооперативне видавництво «Заґрава», 1947. — 85 с.
- Українська Повстанська Армія 1942—1952. — Мюнхен : [б. в.], 1953. — 319 с.
- Акт відновлення Української Державности 30 червня 1941 року: (його ґенеза та політичне й історичне значення). — Мюнхен, 1953. — 64 с.
- Трагічна перемога. — Торонто : Ліга визволення України, 1954. — 63 с.
- Під Покров Богородиці: свято УПА. — Філядельфія, 1954. — 32 с.
- Українська визвольна справа і українська еміграція. — Торонто : Ліга визволення України, 1954. — 79 с.
- «З мого духа печаттю». У 25-ліття боротьби ОУН. — Нью-Йорк, Торонто : Організація Оборони Чотирьох Свобід України, Ліга Визволення України, 1954. — 30 с.
- За чистоту позицій українського визвольного руху. — Мюнхен-Лондон : накладом автора, 1955. — 184 с.
- Зі святим Миколаєм у рідному краю: сценічна картина на 2 відслони. — Вінніпеґ-Філадельфія : Мій приятель, 1955. — 15 с.
- Від Другого до Четвертого Універсалу. — Торонто : Ліга визволення України, 1955. — 70 с.
- У німецьких млинах смерти: спомини з побуту в німецьких тюрмах і концлагерах 1941—1945. — Нью-Йорк-Лондон : Український Союз Політичних В'язнів, 1957. — 236 с.
- Українсько-московська війна (1917—1919). — Торонто : Ліга визволення України, 1957. — 80 с.
- Євген Коновалець (у 20 річчя смерти). — Торонто : Ліга визволення України, 1958. — 107 с.
- Перший листопад. — Торонто : Ліга Визволення України. З друкарні Видавничої Спілки «Гомін України», 1958. — 52 с. — (Політична бібліотека Ліги Визволення України ч. 18)
- На історичному закруті. — Торонто : Ліга визволення України, 1959. — 72 с.
- Микола Міхновський. Апостол української державності. — Філадельфія : Товариство Української Студіюючої Молоді ім. М. Міхновського, 1960. — 136 с.
- Степан Бандера. Символ революційної безкомпромісовості. — Нью-Йорк, Торонто : Організація Оборони Чотирьох Свобід України, Ліга Визволення України, 1961. — 159 с.
- В революційному змагу. — 1964.
- Українська державність 1917—1920. — Філадельфія : СУМ, 1967. — 400 с.
- Нарис історії Організації Українських Націоналістів: 1920-1939 / за редакцією С. Ленкавського. — Мюнхен-Лондон-Нью-Йорк : Українське Видавництво, 1968. — Т. 1. — 639 с.
- Роман Шухевич (Ґенерал Тарас Чупринка): командир армії безсмертних. — Нью-Йорк-Торонто-Лондон : Товариство колишніх Вояків УПА в ЗСА, Канаді і Европі, 1970. — 268 с.
- Коліївщина. Гайдамацьке повстання 1768 р. — Нью-Йорк : Наукове Товариство ім. Шевченка, 1973. — 319 с.
- In the German mills of death, 1941—1945. — New York: Vantage Press, 1976. — 217 p.
- Зустрічі і розмови в Ізраїлі. — Нью-Йорк-Торонто-Лондон : Союз Українських Політв'язнів, 1982. — 128 с.
- Революційний змаг за УССД: хто такі «бандерівці», «мельниківці», «двійкарі». — Нью-Йорк-Торонто-Лондон : Союз Українських Політв'язнів, 1985. — Т. 1. — 222 с.
- Революційний змаг за УССД. — Нью-Йорк-Торонто-Лондон : Союз Українських Політв'язнів, 1985. — Т. 2. — 280 с.
- Українська Повстанська Армія (1942—1952): Документи і матеріали. — Львів : Просвіта, 1991. — ISBN 5-7707-0630-9.
- Against the invaders. Taras Chuprynka — Roman Shuhevych. Commander-in-Chief of the UPA. — New York: Published by Sosiety of Veterans of the Ukrainian Insurgent Army, Inc., 1997. — 161 p. (англ.)